# エチオピアにおけるユダヤ人の歴史

エチオピアの場所

エチオピアにおけるユダヤ人の歴史（エチオピアにおけるユダヤじんのれきし）では、エチオピアに居住する人々の中で、ユダヤ教を信仰するかユダヤ人を祖先に持つ人々の歴史を扱っている。エチオピアにおいてユダヤ教は1000年以上の歴史を持ち、中でも最大の集団はベタ・イスラエルと呼ばれる。

## 近代以前

### 独立国家時代(4世紀～1632年)
伝承によれば、ベタ・イスラエルの王国(ゴンダール王国)は、アクスムのエザナの戴冠(西暦325年)以降に建国されたとされる。アクスムのエザナは幼少期に宣教師フルメンティの教育を受け、エチオピア皇帝への即位後には帝国の国教をキリスト教に定めた人物である。この時エチオピアに住むユダヤ人たちはキリスト教への改宗を拒否し、帝国に対して反乱を起こした。「ベタ・イスラエル」とは、当時のエチオピア皇帝が彼らを指して用いた呼称である。その後起こったキリスト教勢力との間の内戦の末、ベタ・イスラエルは独立国家を建国した。その領域は現在のエチオピア北西部から、スーダンの東部にまたがっていた。
13世紀までにベタ・イスラエルは、キリスト教徒居住地域の北西に位置する山岳地帯へと移住した。当時の王国はタナ湖の北部、現在のシミエン山地からデンビア郡にまたがる領域に位置し、ゴンダールを首都としていた。建国者であるピネハス王は大祭司ツァドクの子孫であり、その後王国は東方、南方へと領土を拡大した。
9世紀半ばはアクスム王国が領土を拡大した時期であり、王国はベタ・イスラエルの居住地域にも侵攻した。ギデオン4世治下のベタ・イスラエルはアクスム王国軍を撃退したものの、ギデオン4世はこの戦いで戦死した。ギデオン4世の死後国王に即位したのは、王女ユディトであった。

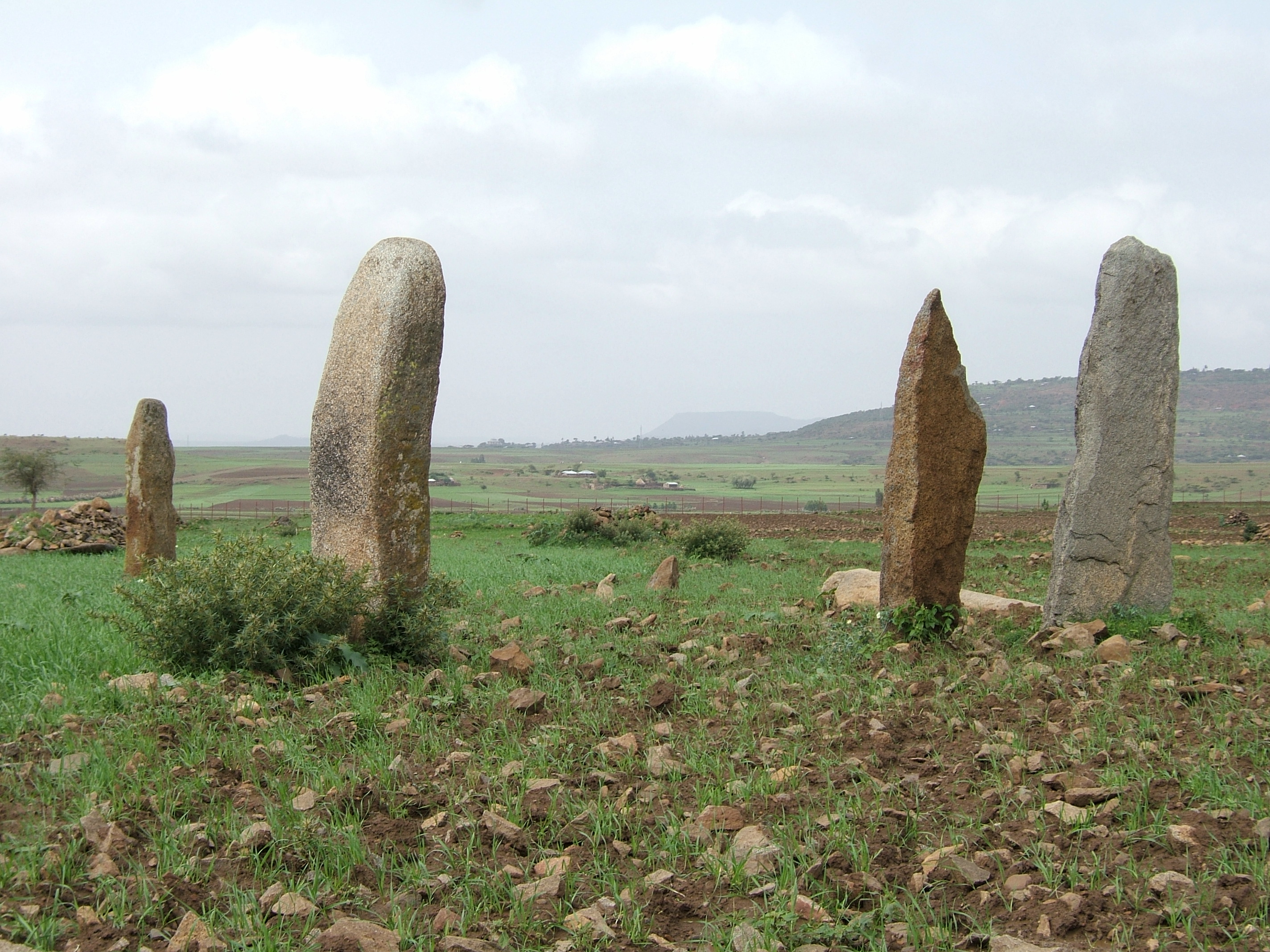
「ユディトの野原」と呼ばれるこの場所では、多数の廃墟が発見されている。伝承では、この廃墟は女王ユディトの軍によって破壊されたものとされている。

国王に即位したユディトは異教を信仰するアガウ族と協定を結び、960年ごろ、アガウ族、ベタ・イスラエルの連合軍はアクスム王国の首都、アクスムに侵攻した。連合軍はアクスムを征服、都市を破壊し、この時に多数のキリスト教会も破壊された。さらに、女王ユディトはアクスムの王族を虐殺した。その中にはデブレ・ダモ修道院に幽閉されていた王族も含まれており、当時王位継承権を持っていた人物すべてが殺害されたとされる。
こうして、ベタ・イスラエルの王国は858年～1270年にかけて最盛期を迎えた。王国については多数の記録が残されている。ユダヤ人探検家エルダド・ハッ＝ダーニーは、「クシュ川の対岸に位置するユダヤ人の王国」の出身であると自称していたほか、マルコ・ポーロやトゥデラのベンヤミンもエチオピアにユダヤ人の王国が存在したと書き残している。
1270年、ソロモン朝の「復活」により、ベタ・イスラエルの最盛期は終わりを迎えた。以降3世紀にわたり、ベタ・イスラエルはソロモン朝との戦いを繰り広げた。
1329年、エチオピア皇帝アムダ・セヨンは北西部のシミエン、ウェゲラなどの地域に対する軍事遠征を行った。この地域はベタ・イスラエルの勢力圏下で、多くの人々がユダヤ教に改宗した地域でもあった。 
エチオピア皇帝イェシャク(在位1414–1429)はベタ・イスラエルの王国を征服した。征服地で皇帝はユダヤ人に対する迫害を行った。征服地は三分され、皇帝自身が任命した代官によって統治された。ユダヤ人の社会的地位はキリスト教徒より低いものとされ、改宗を拒否したユダヤ人は土地を奪われた。 勅令の中で皇帝は「父の土地を継ぎたい者はキリスト教の洗礼を受けよ。さもなくば『流浪民(ファラーシー)』になるがよい。」と述べており、この『ファラーシー』という単語はのちにエチオピアにおけるユダヤ人に対する蔑称となった。
1435年、フェラーラのエリヤは息子に宛てた手紙の中で、エルサレムで出会ったエチオピアのユダヤ人の男について書き残している。男はキリスト教徒のハベシャ族との戦いについてエリヤに語った。また、エリヤは男の宗派をカライ派とラビ派の中間と書き残している。 男の属する集団はタルムードを知らず、ハヌカーにも参加しない一方で、カノンにはエステル記が含まれており、さらにトーラーを口伝していたという。その他にもエリヤは男が独自の言語を話していたこと、男が6カ月をかけてエルサレムまで旅したこと、聖書に登場するゴザン川は男の故郷である王国の国内にあること、などを書き残している。
1450年までにベタ・イスラエルの王国はイェシャク帝に奪われた領土を奪還し、反撃の準備を開始した。そして1462年、エチオピア帝国に侵攻したものの、敗戦し多くの兵を失った。その後エチオピア帝国はベゲムデル地方に侵攻し、7年の間に多数のユダヤ人を虐殺した。皇帝ザラ・ヤコブ(在位1434年～1468年)はこの虐殺を功績として、自ら『ユダヤ人の絶滅者』と称している。しかし領土を縮小し、多数の人口を失いながらも、その後ユダヤ人の王国は再建された。
16世紀、エジプトの首席ラビであるダヴィド・イブン・ジムラは、ハラーハーの中でエチオピアにユダヤ人が存在することを認めた。

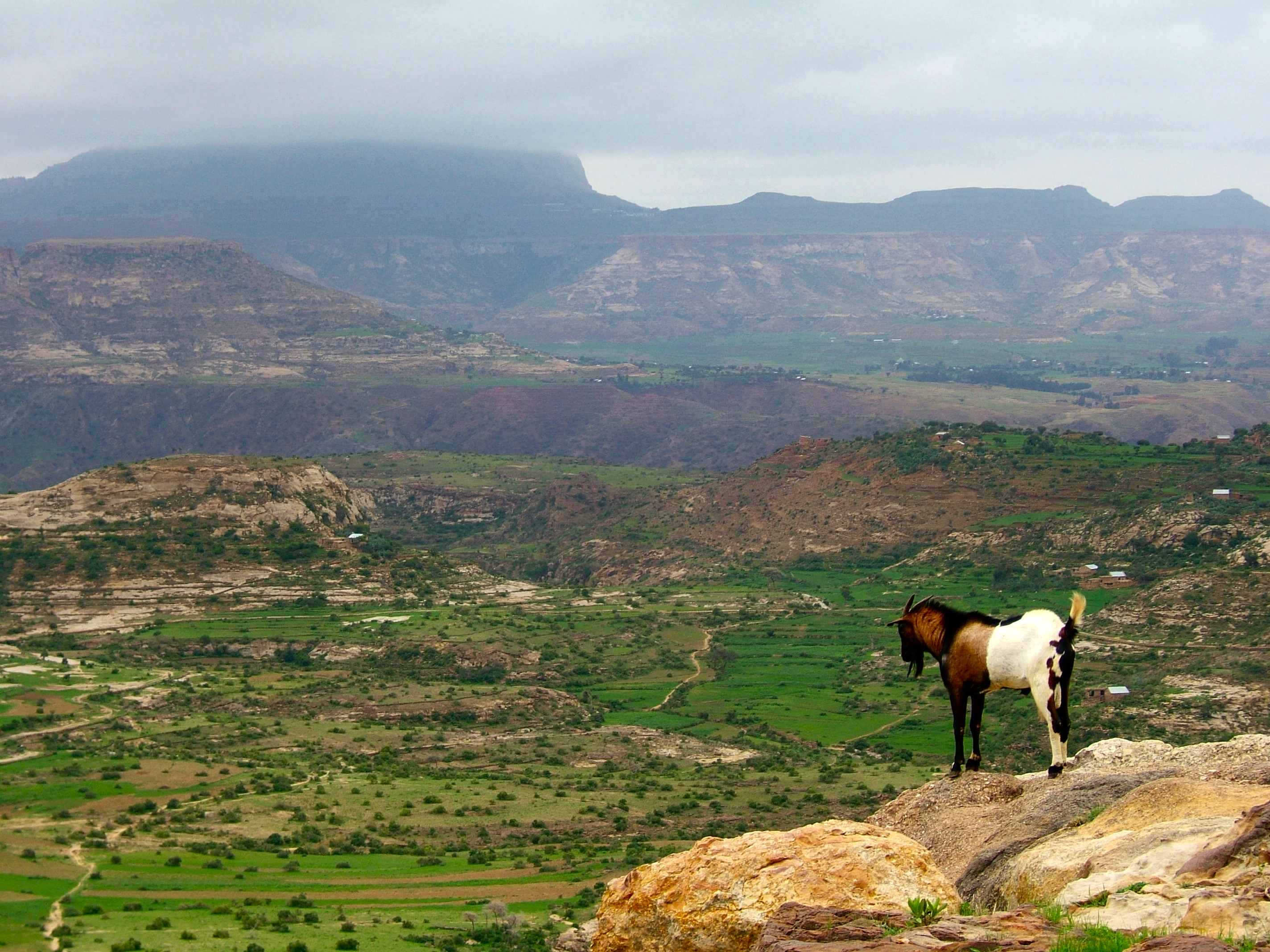
ラス・ダシャン山。かつてユダヤ人王国の領土であった。

1529年から1543年にかけ、オスマン帝国の支援を受けたアダル・スルタン朝がエチオピア帝国に侵攻し、帝国を崩壊寸前まで追い込んだ。この時ユダヤ人たちはエチオピア帝国と協定を結んでいた。彼らは当初アダル・スルタン朝を支援しようとしていたが、無視され、多数のユダヤ人が殺害された。結果ユダヤ人たちはアダル・スルタン朝に奪われた領土を奪還すべく、エチオピア帝国と同盟を結んで戦った。最終的にエチオピア帝国が戦争に勝利し、エチオピアを征服しようとするアフマド・グランの野望は阻止された。
その後皇帝ゲラウデオス治下のエチオピア帝国は、ユダヤ人たちがアダル・スルタン朝を支援しようとしていたことを根拠に、再びユダヤ人王国に対し宣戦を布告した。ポルトガルの支援を受けた帝国軍はユダヤ人王国に勝利し、国王ヨラムを処刑した。王国の領土は大きく縮小し、シミエン山地の周辺のみとなった。
国王ヨラムの処刑後、ラディが新たな国王に即位した。その後国王ラディは皇帝メナス治下のエチオピア帝国に勝利し、南方に領土を拡張、さらにシミエン山地の守りを強化した。
サルサ・デンゲル帝(在位1563年～1597年)の時代、エチオピア帝国は再びユダヤ人王国に侵攻した。王国は包囲されたものの、最終的に帝国軍は撤退した。しかし包囲戦の末に国王ゴシェンは処刑され、多数の兵士を含むユダヤ人が集団自殺した。
1622年にカトリックに改宗したことで知られるスセニョス1世の治下、エチオピア帝国はまたもユダヤ人王国と交戦した。最終的に1627年に王国は征服され、多数のユダヤ人が奴隷にされた。また多くが改宗を強制されるか、土地を失った。

#### ゴンダール時代(1632年～1855年)

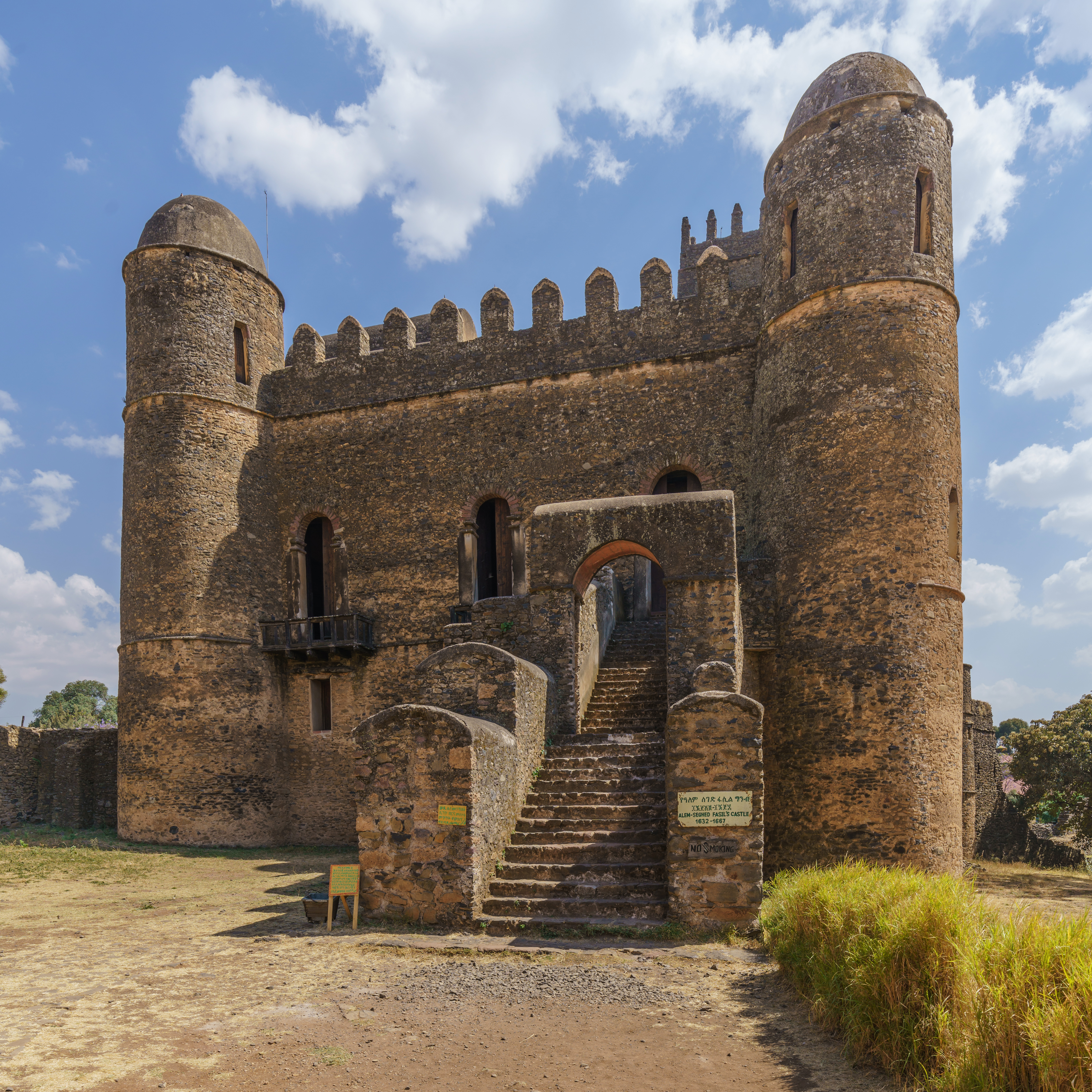
皇帝ファシリデスの宮殿。ユダヤ人たちによって建設された。

1620年代のスセニョス帝による征服後、ユダヤ人たちは土地を追われ、奴隷にされ、改宗を強制された。この弾圧の時代に、ユダヤ人の伝統的な風習、文化は失われるか、変質した。
しかし、ベタ・イスラエルのコミュニティはこの時期にも発展を続けた。エチオピア帝国の首都ゴンダールは、ベタ・イスラエル居住地域に囲まれていた。このためユダヤ人たちは16世紀以降、様々な分野で職人として活躍した。これは、職人がエチオピアでは伝統的に農民に比べて軽んじられていたためでもあった。また、当時の記録によれば、17世紀時点でもエチオピアのユダヤ人たちの間でヘブライ語に関する知識はある程度残っていた。一例として、ポルトガルの外交官であり、冒険家でもあったマノエル・デ・アルメイダの記録を引用する。
エチオピアにはユダヤ人が居住している。一部はわが主の真の教えに目覚めているものの、多くは未だに目覚めておらず、かつては多くの地域に居住していた。その居住地域は現在のダムベア王国全域と、オガラ、セマン地方に及ぶ。(キリスト教の)帝国が現在よりも強大であった頃、帝国は(異教、またはイスラム教の)ガラ人による(東、南からの)圧迫を受けており、当時の皇帝は(ユダヤ人勢力を西に？)追いやり、ダムベア、オガラを征服した。しかしセマンではユダヤ人が激しく抵抗し、その抵抗は険しい地形と高い戦意に支えられていた。セタン・セクエド帝(スセニョス帝のこと)の時代に至るまで、多くの人々が反乱に加わった。セクエド帝はその治世の9年目にユダヤ人のギデオン王と戦い、19年目にサメンを攻撃、ギデオン王を殺害した。多くの兵士が殺され、残党は散り散りになって逃れた。その後大勢のユダヤ人が聖なる洗礼を受けたが、ほとんどはユダヤの教えを捨てず、それどころかユダヤ人の数は以前より多くなっていた。

現在もダムベアを含む様々な地域にユダヤ人が居住している。彼らは織物やザグンチョス(槍のこと)、鍬などの鉄製品を作り、生計を立てている。彼らは金属加工の技術に優れているのだ。帝国とナイルに住むカフレス(黒人のこと)の領域との中間にユダヤ人は居住しており、ここでは彼らはファラーシャと呼ばれている。ファラーシャたちはアラブ人で、ひどく訛ったヘブライ語を話す。ヘブライ語の聖書を持ち、シナゴーグでは詩篇を歌う。
マノエル・デ・アルメイダの記録は詳細とはいえないものの、当時のユダヤ人たちの置かれた状況をある程度は記録することができている。特に当時ベタ・イスラエルの間でヘブライ語の知識が残っていたという事実は重要である。この知識は他の地域のユダヤ人との交流によって得られた知識であるとは考えにくい。したがって、エチオピア帝国による文化の破壊以前から存在した、ベタ・イスラエルの伝統に起源をもつと考えられる。また、スーダンのユダヤ人コミュニティに関する記述も興味深い。ただし、正確性に欠ける記述も見られる。一例として、ベタ・イスラエルはアラビア人ではないことが挙げられる。ただしこの文章は、単に彼らにアラビア語の知識があるということのみを意味している可能性もある。
ベタ・イスラエルの間に伝わるヘブライ語の知識については、スコットランド人探検家ジェームズ・ブルースも記録している。これについての記録は、1790年にエディンバラで出版された彼の旅行記、『Travels to Discover the Source of the Nile』の中に残されている。

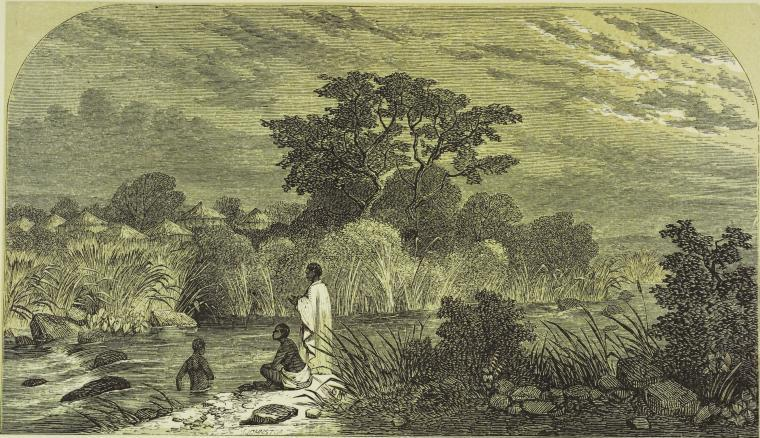
ベタ・イスラエルの村、バランカブ。H.A.スターン『Wanderings Among the Falashas in Abyssinia』(1862年)より

18世紀末～19世紀前半、「諸公侯時代」と呼ばれる内紛時代が始まると、ベタ・イスラエルは経済面での優位を失った。帝国の首都はこの期間もゴンダールであったが、中央政府の弱体化と地方都市の伸長により、ベタ・イスラエルの経済力は弱体化し、さらに諸侯による搾取を受けた。 それまで経済的な理由から彼らを保護してきた政府が、もはや存在しなくなったのである。 40年ほど続いたこの時代、ユダヤ教は宗教そのものが事実上消滅し、1840年代まで復活しなかった。

## 16世紀、ラビ派ユダヤ教徒による記録
エジプトの首席ラビであるダヴィド・イブン・ジムラ(1479年～1573年)は、エチオピア出身で奴隷となった黒人女性について質問された。これに対する彼の回答は、当時のエジプトに住むユダヤ人たちによる、エチオピアのユダヤ人に対する認識をよく表している。
……クシュの王たちによる戦いはよく知られている。かの地には3つの王国があるのだ。一つはイシュマエル派の王国、一つはキリスト教徒の王国、そしてもう一つはダン族の末裔、イスラエル人たちの王国だ。彼らの起源はサドカイ派、ボエトゥス派で、(今は)カライ派と呼ばれている。彼らは十戒の一部しか知らず、口伝律法に通じていないばかりか、安息日にロウソクを灯すことさえしない。戦争は今も絶えることを知らず、日々互いに捕虜を取り合っている……
同じ回答書面の中で、彼はエチオピアのユダヤ人たちがラビ派に回帰するならば、アブラハム・ベン・マイモニデスの時代にラビ派に改宗したカライ派の教徒と同様、コミュニティに迎え入れるべきだと述べている。

## 近代
ベタ・イスラエルの現代史は、テオドロス2世がエチオピアを再統一した19世紀半ばから始まる。当時のベタ・イスラエルの人口は、20万～35万とされる。

### キリスト教の布教、ラビン派の改革

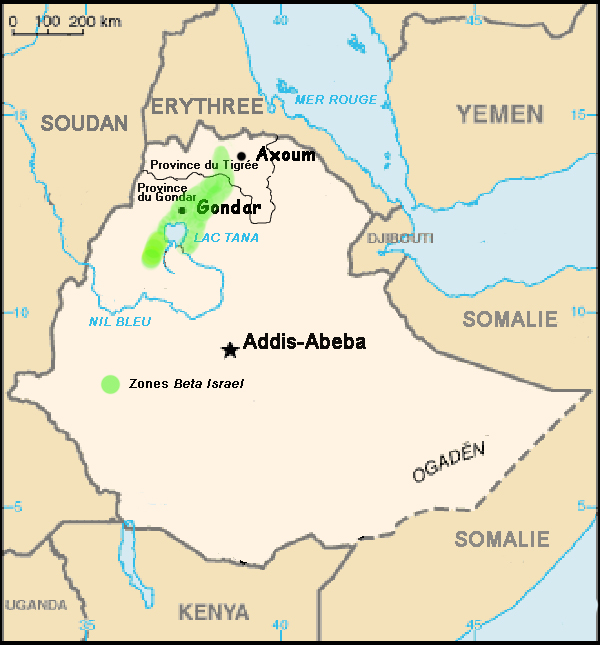
ベタ・イスラエルのコミュニティが現存する地域

ヨーロッパ諸国とベタ・イスラエルの間の交流は近代以前からもしばしばあったものの、その存在が広く知られるようになるのは、ユダヤ教徒へのキリスト教布教を目的とするプロテスタント系の宣教師協会、『ロンドン・ユダヤ人布教協会』の活動開始を待たなくてはならなかった。 ユダヤ教からの改宗者ヘンリー・アーロン・スターンが率いるこの団体は、1859年にエチオピアで活動を開始した。彼らの活動の結果、1922年までに2000人のベタ・イスラエルがエチオピア正教に改宗した。(エチオピア政府との協定により、プロテスタントの布教は行われなかった)キリスト教に改宗したベタ・イスラエルは、今日では「ファラーシュ・ムーラー」と呼ばれている。
ヨーロッパのユダヤ人たちの間では、こうしたエチオピアにおけるキリスト教の布教活動は挑発として受け取られた。ヨーロッパのラビはベタ・イスラエルをユダヤ人として承認し、最終的に1868年、国際イスラエル人協会はユダヤ系フランス人の東洋学者、ジョゼフ・アレヴィをエチオピアに調査のため派遣した。帰還後アレヴィはベタ・イスラエルについて非常に好意的な立場に立った報告を行い、世界のユダヤ人コミュニティに対しベタ・イスラエルに対する支援を呼び掛けた。彼はさらに、エチオピアにユダヤ教学校を建設すること、さらには数千人のベタ・イスラエルをオスマン帝国領シリアに入植させることなどを提案した。これはシオニストによるパレスチナ入植計画が立てられるよりも、さらに10年以上早いものである。
しかしユダヤ人社会はベタ・イスラエルに対する関心を急速に失っていった。その原因には、ベタ・イスラエルがユダヤ人であることに対する疑いと、国際イスラエル人協会がアレヴィの提案を採決しなかったことなどが挙げられる。
1888年から1892年にかけ、エチオピア北部では深刻な飢饉が発生した。これは牛痘の流行によって多数の牛が死亡したためである。(1890年代アフリカにおける牛痘の流行も参照)コレラ(1889年～1892年)、チフス、天然痘(1889年～1890年)の流行により、状況はさらに悪化した。
この飢饉により、エチオピアでは総人口の3分の1、さらにベタ・イスラエルの半分から3分の2が死亡したとされる。

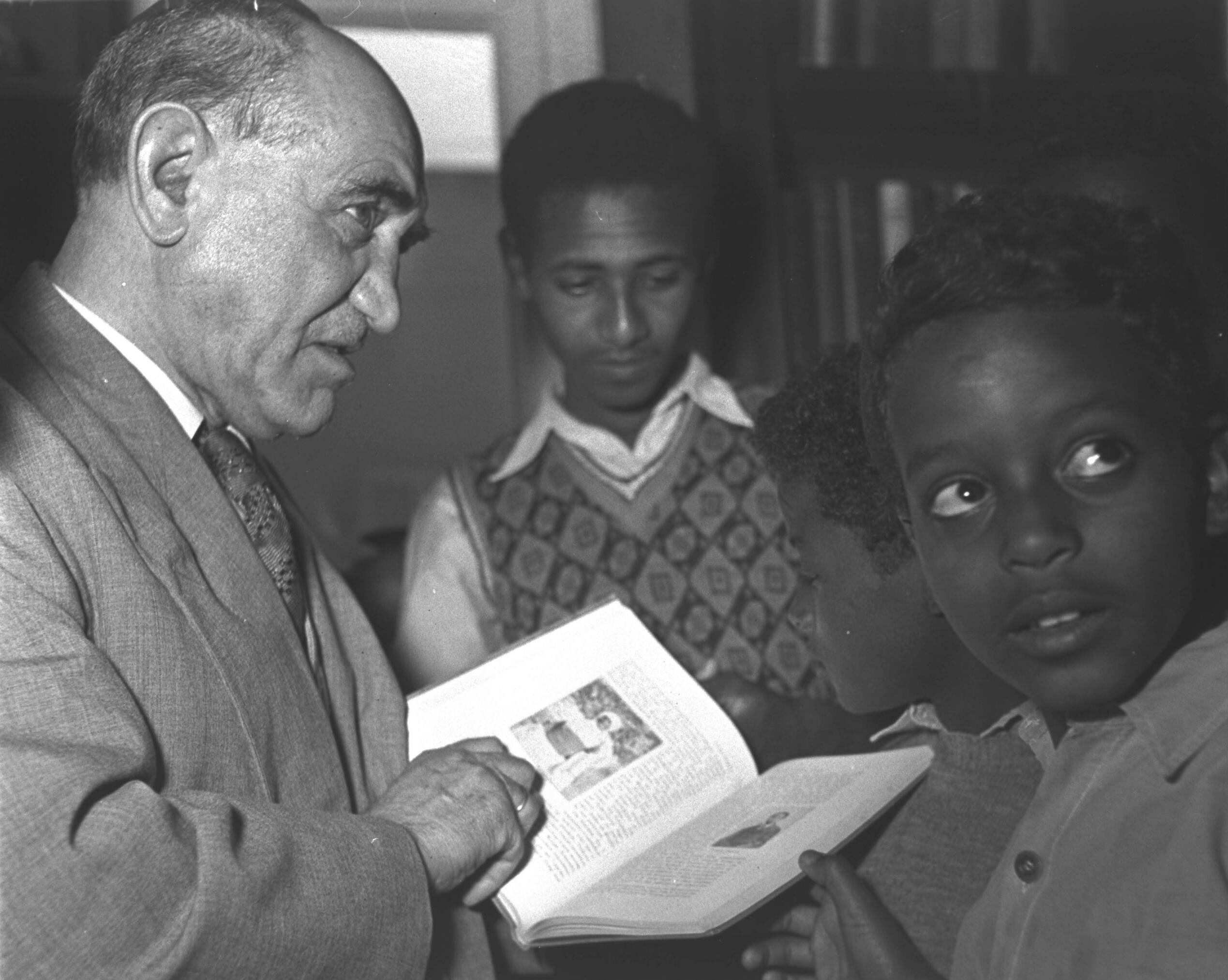
テルアビブの自宅でエチオピアのユダヤ人の子供による訪問を受けるジャック・ファイトロヴィッチ博士。1955年5月1日

ジャック・ファイトロヴィッチ博士は失われた十支族がエチオピアに居住するという情報に関心を持った。彼はフランス高等研究実習院時代にはアレヴィの教え子であった。1904年、ファイトロヴィッチはエチオピア北部での再度の調査を呼び掛け、エドモン・ド・ロチルドから資金提供を受けた。彼はエチオピアのユダヤ人地域に渡航し、ユダヤ人たちとともに生活した。さらに彼はプロテスタント宣教師の活動を妨害することにも成功した。その後、彼は1905年から1935年にかけて、25人のユダヤ人の少年をヨーロッパに移住させた。
その後、彼はベタ・イスラエルに関する国際的な委員会を設置した。そして『ファラーシャの共同体への旅に関する覚書』(1905年)の中で、ベタ・イスラエルを紹介した。そして、現地での学校建設のため、必要な資金を確保した。
1908年、45か国の首席ラビにより、エチオピアのユダヤ人をユダヤ人として認める共同宣言がなされた。
こうして20世紀初頭には、ベタ・イスラエルの存在はヨーロッパにおける大部分のユダヤ人コミュニティにより承認された。
1921年、イギリス委任統治領パレスチナにおける最初の首席ラビ、アブラハム・イツハク・クックがベタ・イスラエルをユダヤ人として承認した。

### イタリア統治時代～第二次世界大戦後
1935年、ベニート・ムッソリーニを指導者とするイタリアのファシスト政権はエチオピアに侵攻、併合した。
イタリア政府はベタ・イスラエルを敵視していた。本国で制定された人種法はエチオピアを含むイタリア領東アフリカにも適用された。ムッソリーニ政権は東アフリカ植民地に関するイギリスの承認を得る対価として、ヨーロッパにおける「ユダヤ人問題の解決」と、ベタ・イスラエルを含むエチオピアのユダヤ人をパレスチナに移住させることを提案した。しかしユダヤ人地域は正式にイタリア領として併合され、ムッソリーニの提案は実行されなかった。
1948年にイスラエルが成立すると、多くのユダヤ人がイスラエルへの移住を開始した。しかしエチオピア皇帝ハイレ・セラシエはエチオピアのユダヤ人が移住することを禁止した。

#### イスラエルへの非合法な移住、イスラエル政府による承認
1965年から1975年にかけてイスラエルに移住したエチオピアのユダヤ人は、教育を受け観光ビザでイスラエルに非合法的に移住した人々が大多数であり、その数はわずかであった。
イスラエルにおけるベタ・イスラエルの支援者は現地のコミュニティを承認し、さらに支援組織を設立した。非合法に移住した人々の一部は、こうした組織の支援によりイスラエルの市民権を得た。中には市民権を得るため、ユダヤ教への「改宗」を行った人々もいた。そして市民権を得た人々は、多くがその後に親族もイスラエルに移住させた。
1973年、ベタ・イスラエルの支援組織の指導者の一人、イエメン系ユダヤ人のオヴァディア・ハッジは、セファルディム系のラビ、オヴァディア・ヨセフにベタ・イスラエルのユダヤ人であるかどうかに関する質問を行った。これに対しオヴァディア・ヨセフは1973年2月、ベタ・イスラエルがダン族の末裔であるとし、ユダヤ人であると認めた。アシュケナジム系の首席ラビ、シュロモ・ゴレンは当初これを否定していたが、1974年には同様にベタ・イスラエルがユダヤ人であると認めた。
1975年4月、イツハク・ラビン政権はベタ・イスラエルがユダヤ人であると正式に承認し、各国ユダヤ人のイスラエル移住を目指す、帰還法の対象であるとみなした。
その後メナヘム・ベギン首相は、オヴァディア・ヨセフからベタ・イスラエルが失われた十支族の末裔であることに関して承認を得た。一方、イスラエルの主席ラビ評議会は当初、ベタ・イスラエルに対しユダヤ教への「改宗」を求めた。

### エチオピア内戦
1974年9月12日、エチオピア軍の左派将校はハイレ・セラシエ帝に対しクーデターを起こし、デルグと呼ばれる「社会主義」軍事政権を設立した。議長にはメンギスツ・ハイレ・マリアムが就任し、独裁政治を行った。また、メンギスツ政権はソ連、キューバなどの支援を受けて軍国主義的な統治を行った。
1980年代半ばまでに、エチオピアでは複数回にわたる飢饉が発生した。さらに内戦が被害を増大させ、数十万人が飢饉で死亡した。結果、ユダヤ人を含む数十万人のエチオピア人が難民としてスーダンに逃れた。
イスラエル政府によるベタ・イスラエルの承認の背景には、ベタ・イスラエルの置かれたこうした苦境もあった。イスラエル政府は内戦中のエチオピアに輸送機を派遣し、ベタ・イスラエルの大部分を救出、イスラエルに移住させた。イスラエル軍による空輸作戦はその後も複数回行われた。
当時アディスアベバには大規模なユダヤ人コミュニティが存在した。大部分はすぐにイスラエルに移住したものの、一部はエチオピア国内に残り、シナゴーグやヘブライ語学校を建設した。1986年当時アディスアベバには6家族が残っていたが、彼らはほぼすべての資産をメンギスツ政権に接収されていた。

### エチオピア＝イスラエル関係
エチオピアはテルアビブに大使館を置いており、大使はさらにバチカン、ギリシャ、キプロスも管轄下に置いている。イスラエルはアディスアベバに大使館を置いており、大使はさらにルワンダ、ブルンジも管轄下に置いている。エリトリア独立戦争以来、イスラエルはエチオピア軍にとって最も重要な装備の供給者であった。
2012年、エチオピア出身のイスラエル人、ベライネシュ・ゼヴァディアが駐エチオピアイスラエル大使に就任した。

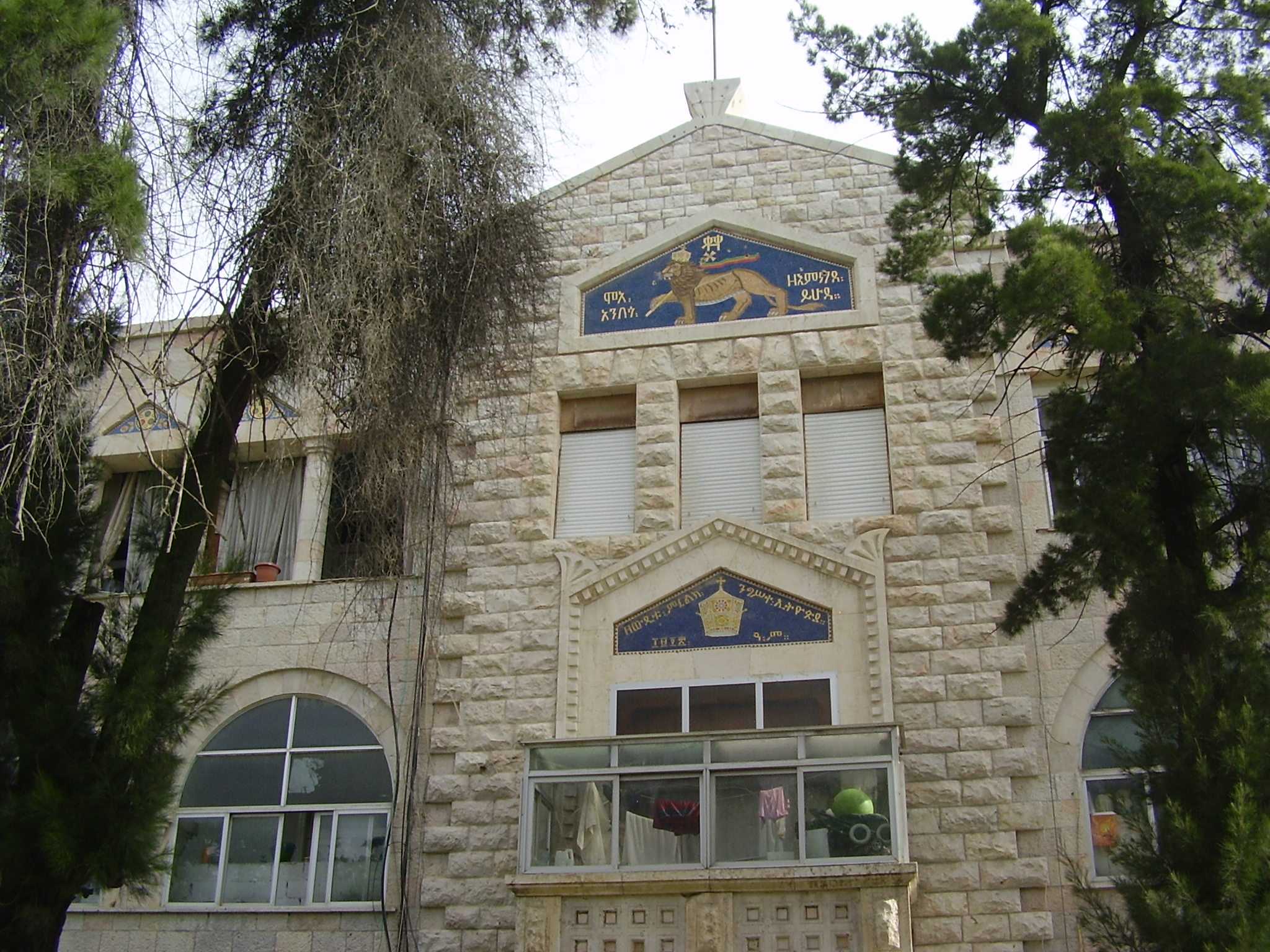
エルサレムのエチオピア領事館

エチオピア帝国時代、イスラエルの将校はエチオピア軍第5師団に所属する、空挺部隊と対反乱部隊の訓練を行った。 1960年12月、ハイレ・セラシエ帝のブラジル訪問の際に発生したクーデターは、イスラエルの介入により未遂に終わった。
1960年代前半、イスラエルはエリトリア解放戦線に対するエチオピア軍の作戦を支援した。 エチオピア政府はエリトリアの反乱をアラブ人勢力のアフリカ進出とみなし、このことを根拠にイスラエルの支援を引き出した。 イスラエルは対反乱部隊の訓練を行ったほか、エリトリア総督はイスラエルの武官を顧問に迎えていた。また、イスラエル人将校は軍学校で部隊の訓練を行っていたほか、エチオピア軍の特殊部隊の訓練も行った。 1966年までに、エチオピアにはおよそ100人のイスラエル人顧問が存在していた。
エチオピアの首相アキリウ・ハブテ・ウォルドは、OAUのサミットへの参加後、イスラエルとの断交を目指した。内閣での議論では断交が決定されたものの、皇帝の反対にあい、実行されなかった。その後1973年にエチオピアはイスラエルと正式に断行したが、その後も軍事政権はイスラエルからの支援を受けており、さらにイスラエルからアメリカ製の弾薬、航空機などの供給を受けた。 また、アディスアベバには少数ながら断交後もイスラエル人顧問が駐在していた。しかし1978年、当時のイスラエルの外務大臣モーシェ・ダヤンがエチオピアをイスラエルが支援していると認めたため、メンギスツ政権はリビア、南イエメンなどとの関係を維持すべく、全てのイスラエル人を国外追放した。しかしその後もイスラエルによる支援は続いた。1983年には無線部隊の訓練を行い、1984年には大統領親衛隊の訓練を、さらにエチオピアの警察でイスラエル人が任務に就いたこともある。一部の専門家は、こうした支援はベタ・イスラエルの救出作戦である、モーゼ作戦を黙認させる対価であったと考えている。モーゼ作戦により、およそ10000人のベタ・イスラエルがイスラエルに移住した。1985年、ある報告によれば、イスラエルはレバノンで鹵獲された総額2000万米ドル分のソ連製弾薬をエチオピアに売却した。エリトリア人民解放戦線(EPLF)によれば、メンギスツ政権は1987年に8300万米ドル分の支援をイスラエルから得ていたとされる。さらにEPLFは、38人のエチオピア空軍のパイロットがイスラエルで訓練を受けたとも主張している。そしてその対価として、軍事政権はベタ・イスラエルのイスラエル移住を許可した。移住ペースは最大で月500人に達したが、その後3分の1程度まで減少した。その後、イスラエルと軍事政権との間で新たに結ばれた協定に基づき、イスラエルはエチオピアに対し農業、経済、医療などの支援を行った。また、メンギスツ政権崩壊直前の1991年5月には、イスラエルは3500万米ドルの支援の代価として、15000人のベタ・イスラエルのイスラエルへの移住を行った。